# Клавдий Марцелл (префект Рима)
Клавдий Марцелл (лат. Claudius Marcellus) — римский политик и сенатор конца III века.
Его отцом был вероятно Клавдий Марцелл — легат Каппадокии при Гордиане III. О нём самом известно лишь то, что он был префектом Рима в 292—293 годах. Скорее всего, некая Марцелла, упоминаемая в письмах Иеронима Стридонского — его внучка.